# Gara Leu
Gara Leu – wieś w Rumunii, w okręgu Suczawa, w gminie Drăgușeni. W 2011 roku liczyła 21 mieszkańców.